# ثابيلو مورينا
ثابيلو مورينا (بالإنجليزية: Thapelo Morena)‏ هو لاعب كرة قدم جنوب أفريقي في مركز الدفاع، ولد في 6 أغسطس 1993 في Randfontein ‏ في جنوب أفريقيا. شارك مع منتخب جنوب أفريقيا لكرة القدم.

## وصلات خارجية
- ثابيلو مورينا على موقع الاتحاد الدولي (مؤرشف)  (الإنجليزية)
- ثابيلو مورينا على موقع قاعدة بيانات كرة القدم.إي يو (الإنجليزية)
- ثابيلو مورينا على موقع ناشيونال فوتبول تيمز (الإنجليزية)
- ثابيلو مورينا على موقع Soccerway.com (الإنجليزية)
- ثابيلو مورينا على موقع عالم كرة القدم.نت (الإنجليزية)
- ثابيلو مورينا على موقع أوليمبيديا (الإنجليزية)